# Nüsttal
Nüsttal település Németországban, Hessen tartományban. Lakosainak száma 2920 fő (2023. december 31.).

## Népesség
A település népességének változása:
| Lakosok száma | 2830 | 2804 | 2832 | 2891 | 2920 | 2920 |
|               | 2015 | 2017 | 2019 | 2021 | 2022 | 2023 |